# Filipeștii de Târg
Filipeştii de Târg é uma comuna romena localizada no distrito de Prahova, na região de Muntênia. A comuna possui uma área de 35.26 km² e sua população era de 8146 habitantes segundo o censo de 2007.